# Juliusz Rómmel
Juliusz Karol Wilhelm Józef Rómmel (Grodno, 3 giugno 1881 – Varsavia, 3 settembre 1967) è stato un generale polacco, già distintosi come ufficiale nel corso della prima guerra mondiale, e poi nella guerra sovietico-polacca.  Nel 1939 fu nominato comandante del Armata "Łódź" che diresse in guerra dal 1º all'8 settembre, e poi dell'Armata "Warszawa" che comandò fino al 29 settembre. Insignito due volte dell'Ordine Virtuti militari.

## Biografia

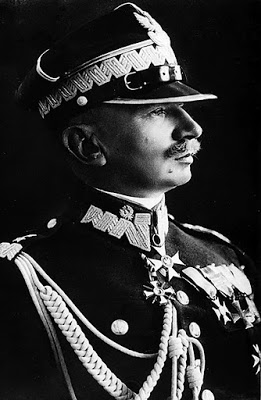
Juliusz Karol Wilhelm Józef Rómmel in divisa da maggior generale.

Nacque a Grodno il 3 giugno 1881, figlio del barone Karol Aleksander, un ufficiale dell'esercito imperiale russo, e Maria Marcinkiewicz. Apparteneva alla Chiesa evangelico-augustana.
Arruolatosi nell'esercito imperiale, nel 1900 si diplomò al Corpo dei cadetti di Pskov e poi nel 1903 alla Scuola Militare Constantino di San Pietroburgo. Nello stesso anno ottenne il grado di sottotenente e fu assegnato al 1° Reggimento di artiglieria da campo delle guardie. Nel 1905 fu promosso al grado di tenente, e poi prese parte alla guerra russo-giapponese nel corso della quale ricevette la medaglia della Croce Rossa. Dal 1909 ricoprì il grado di ufficiale di stato maggiore.
Prese parte alla prima guerra mondiale sul fronte austriaco come comandante della 1ª Brigata d'artiglieria. Rimase ferito due volte durante i combattimenti, alla testa vicono a Dęblin e alla mano a Łomża. Nel febbraio 1915 fu promosso capitano e nel luglio 1916 colonnello. Dopo lo scoppio della Rivoluzione di febbraio fu eletto al congresso dei polacchi militari del fronte sudoccidentale a Kremenets e al congresso dei polacchi militari a Pietrogrado, dall'agosto 1917 partecipò attivamente alla creazione delle truppe polacche in Ucraina. Assegnato al I Corpo d'armata polacco a Minsk da lì fu inviato a Kiev e poi a Zhytomyr, e il 22 novembre 1917 fu trasferito al III Corpo d'armata polacco come Ispettore d'artiglieria. Comandò successivamente, su ordine del generale Eugeniusz de Henning-Michaelis, un'unità polacca a Kiev (14 gennaio-1 febbraio 1918), poi una divisione indipendente di artiglieria a cavallo, su tre batterie, del III Corpo d'armata (dal febbraio 1918) e una brigata leggera indipendente del III Corpo d'armata polacco (15 maggio-10 giugno), che diresse fino allo scioglimento del corpo d'armata nel giugno 1918.  Prese parte a combattimenti a Starokostantińow, Antoninij, Stara Seniawa, Niemirów e Gniewo.
Poi fu internato dal Imperiale e regio esercito austro-ungarico nella città di Uładówka vicino a Winnica (10 giugno-11 agosto), ma fuggì e arrivò a Varsavia e in quell'anno cambiò l'ortografia del suo cognome da "Rummel" a "Rómmel".
Entrò nell'esercito polacco dal novembre 1918, disarmando, con 'aiuto dei suoi subordinati, le truppe presenti presenti a Rembertów. Fino al dicembre dello stesso anno fu comandante del campo di artiglieria a Rembertów. Il 17 dicembre fu nominato comandante dell'8° Reggimento di artiglieria campale formato con quattro batterie d'artiglieria sottratte ai tedeschi. Alla fine di febbraio 1919 assunse il comando della 2ª Brigata di artiglieria della Legione. Nel giugno e luglio 1920 prestò servizio come comandante della 1ª Divisione fanteria della Legione. Prese parte alla guerra polacco-sovietica combattendo nella regione di Vilnius, vicino a Dźwińsk, all'offensiva nel corridoio lettone, all'operazione Dynaburg (conquista di Dźwińsk), all'Operazione Kiev (conquista di Zhytomyr e Kiev) e alla ritirata dall'Ucraina. Dal 17 giugno al 1º luglio 1920 comandò la 1ª Divisione di cavalleria.  A partire dal 25 luglio 1920 operò contro le truppe di cavalleria russe di Semën Michajlovič Budënnyj, combattendo nella Piccola Polonia orientale, nella difesa di Lviv e nalla zona di Zamość. Nel frattempo, dall'11 settembre al novembre 1920, comandò anche il Corpo di Cavalleria. Dopo aver battuto Budënnyj lo inseguì attraverso il Bug, facendo incursioni oltre Sŀucz e attaccando con successo Korosten (13 ottobre 1920).
Dal 1 giugno 1921 fu assegnato alla 6ª Divisione di artiglieria a cavallo.  Il 17 luglio 1921 fu nominato ispettore di guida presso l'Ispettorato dell'esercito n. 1 a Vilnius.  Il 3 maggio 1922 fu promosso al grado di generale di brigata con anzianità dal 1° giugno 1919.  Il 1° giugno 1924 fu nominato comandante della 1ª Divisione di cavalleria a Białystok.  L'11 settembre 1926 fu assegnato presso l'Ispettorato generale delle forze armate. Il 1 gennaio 1928 fu promosso al grado di maggiore generale con anzianità dal 1º gennaio 1928.  Il 27 settembre 1929 fu nominato Ispettore dell'esercito con sede a Varsavia. Nel 1932 e nel 1933 autopubblicò le sue memorie sulla guerra contro i bolscevichi, Moje walki z Budiennym : dziennik wojenny b. d-cy 1 Dywizji Kawalerji gen. dyw. Juljusza Rómmla e Moje walki z Budiennym : dziennik wojenny b. d-cy 1 Dywizji Kawalerji gen. dyw. Juljusza Rómmla. Cz. 2, Kawalerja polska w pościgu za Budiennym a Lwów. Nel 1934 pubblicò Wspomnienia z bojów kawalerji  (Gebethner e Wolff, Lwów]  1934). Pubblicò anche gli articoli Rola kawalerii w przysŀej wojnie (Il ruolo della cavalleria nella guerra futura) in Przleg Kavaleryjski 1924 nr. 1, Uwagi o dziaŀaniach 1 dyvizij kawalerii (Note sulle attività della 1ª Divisione cavalleria) in Przleg Kavaleryjski 1928 nr 10), e con L. Chrząstowski Wybór form walki w natarciu kawalerii (Scelte delle forme di combattimento nell'attacco di cavalleria) in Przleg Kavaleryjski 1927 nr 1.
Per tutta la sua esistenza, la Seconda Repubblica di Polonia aveva preparato i suoi piani e le sue Forze Armate per la guerra con l'Unione Sovietica. Solo nel febbraio 1939 lo Stato Maggiore iniziò a sviluppare il Piano Zachód, ossia il piano di guerra contro la Germania. Fin dall'inizio si ipotizzò che si sarebbe trattato di una guerra di coalizione, cioè in alleanza con la Francia e, dopo le garanzie britanniche, anche con la Gran Bretagna. Il piano che si stava sviluppando si basava su due ipotesi. Il primo concetto elaborato dal generale Tadeusz Kutrzeba, prevedeva che Forze Armate polacche sarebbero state schierate lungo i confini del Paese, in fortificazioni campali per ritardare l'attacco del nemico, in attesa di un attacco alleato, per poi passare all'offensiva. Il secondo concetto, il cui autore era il generale Juliusz Rómmel, prevedeva la difesa principale basata sul triangolo dei grandi fiumi polacchi e sui Monti Tatra, lasciando solo una forza di copertura al confine, difendere il perimetro di difesa principale, utilizzando i rifornimenti attraverso il territorio rumeno amico per resistere fino all'offensiva alleata. Per ragioni politiche, si optò per la prima opzione. Il 23 marzo 1939 fu nominato comandante dell'Armata "Łódź", mantenendo la carica di Ispettore generale dell'esercito.  I compiti fondamentali assegnati alle forze dell'Armata "Łódź" comprendevano la copertura della direzione verso Łódź e Piotrków e l'attacco al nemico dalla direzione di Sieradz verso ovest. Tuttavia, era sulle posizioni dell'Armata "Łódź" che l'attacco tedesco doveva scatenarsi in tutta la sua potenza. Nonostante queste previsioni, a questa Armata non furono assegnate forze sufficienti, anche se all'ultimo momento furono integrate dalla 22ª Divisione fanteria.
All'inizio della Campagna di settembre 1939 soggiornò nel quartier generale dell'Armata a Łódź in via Zgierska 133, Palazzo Heinzl nel parco Julianowski. La sera del 5 settembre, il comandante in capo autorizzò il ritiro dell'Armata dalla posizione principale e poi gli ordinò di ritirarsi oltre il fiume Vistola, a sud di Varsavia, attraverso i ponti di Góra Kalwaria e Otwock. Il 6 settembre 1939, al mattino, il palazzo di Heinzl fu bombardato dalla Luftwaffe e lui rimase ferito. Quel giorno, alle 9:20 partì con il primo gruppo dello stato maggiore dell'Armata per Mszczonów, via Zgierz-Łowicz-Skierniewice, senza lasciare sul posto ufficiali di stato maggiore né fornire informazioni ai suoi subordinati sulla nuova destinazione. Per questo motivo il generale Wiktor Thommée inviò a Łódź un ufficiale del suo stato maggiore, il maggiore Cezary Niewęgłowski, che nell'ex sede del comando dell'esercito non trovò nessuno e tracce di una partenza frettolosa. Questo ufficiale trovò il fatto che il comando dell'Armata se ne fosse andato così incompatibile con la sua visione dei doveri di un comandante superiore da arrivare a togliersi la vita. Lo stesso Rómmel arrivò a Mszczonów intorno 10:00 e si stabilì con il personale nell'edificio dell'ufficio postale. Qui il quartier generale dell'Armata venne bombardato due volte dalla Luftwaffe nel pomeriggio, quindi alle 20:00 lasciò Mszczonów per dirigersi nella vicina tenuta di Grzegorzewice, dove arrivò alle 22:00. Dalla sera del 7 settembre alla mattina dell'8 settembre il quartier generale si trovava presso la fattoria Łoś vicino a Piaseczno. L'8 settembre il generale si presentò a Varsavia, sebbene avesse la possibilità di tornare nel suo comando (via Sochaczew), perché la strada in questa direzione rimase aperta fino al 10 settembre.
Essendo l'ufficiale più anziano della città assediata, in seguito finse di essere il comandante della difesa di Varsavia, anche se questi compiti erano in realtà svolti dal generale Walerian Czuma. Divenne il comandante dell'Armata "Warszawa", parte del quale costituiva la guarnigione della capitale. Fu accusato di non aver accettato di inviare una divisione per aiutare l'Armata "Poznań" in ritirata. contrariamente agli accordi presi con il generale Tadeusz Kutrzeba. A Varsavia, dopo aver esaurito i mezzi di combattimento, capitolò ai tedeschi il 29 settembre. Prima di ciò, creò un movimento di resistenza guidato dal generale Michał Tokarzewski-Karaszewicz chiamato Służba Zwycięstwu Polski. Dopo l'aggressione dell'Unione Sovietica contro la Polonia il 17 settembre, ordinò illegalmente tramite un messaggio radio, di trattare l'Armata Rossa come "truppe alleate". Dopo la capitolazione di Varsavia divenne prigioniero di guerra dei tedeschi Fu imprigionato a Oflag VII A Murnau, dove era anziano del campo. Nel campo fu istituito uno stato maggiore sotto il comando del generale. Alla fine della guerra riconquistò la libertà con l'arrivo a Murnau delle truppe americane.
Arrivato a Parigi nel maggio 1945 rimase per qualche tempo in Francia, anche se non fu mai ricevuto presso il comando Alleato. A Parigi, lui e il suo entourage ricevettero un alloggio da qualche parte nella zona di Montmartre e del cibo, ma dovettero prepararsi da soli la colazione e la cena con quello che veniva portato loro ogni giorno da un soldato.  Ebbe un colloquio con il generale Władysław Anders, allora comandante in capo delle forze armate polacche. Secondo le voci dell'epoca (E. Hinterhoff), egli si aspettava che Anders gli cedesse la carica di comandante in capo in quanto era suo pari grado ma con minore anzianità. Ignorato da Anders e dagli Alleati tornò in Polonia nel giugno 1945 con l'aiuto dell'addetto militare della Repubblica Popolare Polacca, maggiore Józef Kuropieska. Nell'agosto 1945 fu ricevuto ufficialmente nel Palazzo del Belvedere dal presidente del Consiglio Nazionale di Stato, Bolesław Bierut. Accettato in servizio nell'esercito popolare polacco come consigliere per l'addestramento del comandante supremo dell'esercito polacco, il maresciallo Michał Rola-Żymierski. Nel giugno 1947 andò in pensione e si stabilì a Varsavia.
Durante gli anni di Stalin, per timore di repressioni, non si impegnò né politicamente né socialmente. La sua situazione di vita era difficile e il professore Paweł Wieczorkiewicz la definì così: Rómmel, sebbene formalmente accettato nell'esercito popolare polacco poi si ritirò dal servizio attivo, e non ebbe vita facile nella Repubblica popolare polacca. Per guadagnarsi da vivere fondò un'azienda di trasporti e consegnò carbone con i cavalli. C'era un aneddoto secondo cui quando la polizia lo fermò, gridò: Lo sai che stai parlando con un generale?!.
Dopo il 1956 e i cambiamenti politici nel paese, divenne attivo nell'Unione dei combattenti per la libertà e la democrazia (ZboWiD) e divenne membro del suo Consiglio supremo. Partecipò alla verifica dei gradi e delle decorazioni conferite a soldati e ufficiali nel 1939 e alla concessione delle pensioni militari. Apparteneva al Comitato per la ricostruzione della chiesa della guarnigione in ul. Puławska a Varsavia.
Autore delle memorie Za honor i ojczyznę, Wydawnictwo Iskry, Warszawa 1958. Si spense a Varsavia il 3 settembre 1967, e fu sepolto con gli onori militari nel Viale al Merito del Cimitero militare Powązki (sezione A23-tuje-15). Al funerale le massime autorità statali erano rappresentate dal maggior generale Mieczysław Moczar, allora Ministro degli Interni e Presidente del Consiglio dello ZBoWiD, e dal maggior generale Grzegorz Korczyński, allora viceministro della difesa nazionale.
Il personaggio del generale Juliusz Rómmel appare nel film ...Gdziekolwiek jesteś panie prezydencie... (...Ovunque tu sia, signor presidente...) del 1978, diretto da Andrzej Trzos-Rastawiecki. Questo ruolo è stato interpretato dall'attore Ryszard Sobolewski.

### Annotazioni
1. ↑  Discendeva da una delle più antiche famiglie nobili di origine tedesca , con proprio stemma. Il capostipite della famiglia fu il cavaliere del ramo livoniano dell'Ordine Teutonico Mateusz Henryk von Rummel, che nel 1332 giunse in Curlandia dal castello Getzingen della contea di Julich in Vestfalia. I suoi fratelli Karol, Wilhelm, Waldemar e Jan, erano anche loro ufficiali dell'esercito russo.
2. ↑  Il totale disaccordo tra Rómmel e Thommée era di pubblico dominio. A causa di alcuni contrasti sulla natura delle operazioni belliche Thommée non voleva avere nessun contatto con Rómmel.
3. ↑  Il colonnello Karol Anders (fratello del generale Władysław Anders) ha raccontato di come il colonnello Pragłowski usasse un coltello da cucina per tagliare i panini e dividere tra loro il burro, i salumi e la marmellata  proprio come nel campo di prigionia. Secondo Anders, a Parigi, i soldati statunitensi indicavano con malizia il generale Rómmel e i suoi commilitoni, in uniforme prebellica, con cornetta e stivaletti con speroni.

### Fonti
1. ↑  Generals.
2. 1 2 3 4 5 6  Polacyzwyboru.
3. 1 2  Warhist.
4. 1 2 3 4 5 6 7 8 9 10 11 12 13 14 15 16 17 18 19 20 21 22 23 24 25 26 27 28 29 30 31 32 33 34 35 36 37 38 39 40 41 42 43 44 45 46 47 48 49  Korczyk 1989–1991, pp. 492-495.
5. ↑  Rummel 1986, p. 9.
6. ↑  Rummel 1986, p. 14.
7. ↑  Spis oficerów służących czynnie w dniu 1.6.1921 r, Dodatek do Dziennika Personalnego Ministerstwa Spraw Wojskowych Nr 37 z 24 września 1921 roku, p. 326, 846.
8. ↑  Dziennik Personalny Ministerstwa Spraw Wojskowych Nr 31 z 6 sierpnia 1921 roku, poz. 1286.
9. ↑  Lista starszeństwa oficerów zawodowych. Załącznik do Dziennika Personalnego Ministerstwa Spraw Wojskowych Nr 13 z 8 czerwca 1922 roku, Zakłady Graficzne Ministerstwa Spraw Wojskowych, Warszawa 1922, p. 25.
10. ↑  Dziennik Personalny Ministerstwa Spraw Wojskowych Nr 53 z 5 czerwca 1924 roku, p. 309.
11. ↑  Dziennik Personalny Ministerstwa Spraw Wojskowych Nr 38 z 20 września 1926 roku, p. 307.
12. ↑  Dziennik Personalny Ministerstwa Spraw Wojskowych Nr 1 z 2 stycznia 1928 roku, p. 1.
13. ↑  Dziennik Personalny Ministerstwa Spraw Wojskowych Nr 11 z 6 lipca 1929 roku, p. 176.
14. 1 2 3 4 5 6 7 8 9 10 11 12 13 14 15 16 17 18 19 20  Dziennik.
15. 1 2 3 4  Polskieradio.
16. ↑  Porwit 1983, p. 281 , Porwit riporta via Brzeziny.
17. ↑  Porwit 1983, p. 287.
18. ↑  Majchrowski 1970, p. 133.
19. ↑  Majchrowski 1970, p. 141.
20. ↑  Malczewski 1989, p. 55.
21. ↑  M.P. Z 1946 r. Nr 26, poz. 43, w pierwszą rocznicę wyzwolenia Warszawy zasłużonym w walce o wyzwolenie i odbudowę Stolicy (…).